# Přírodní park Čížovky
Přírodní park Čížovky je chráněné území, které bylo vyhlášeno v roce 1998 v okolí obcí Petkovy, Domousnice a Lhotky. Jedná se o málo ovlivněnou krajinu s řídkým roztroušeným osídlením s minimální poválečnou výstavbou. Chráněno je zde území kolem Křesovského potoka, který je zdrojem vody pro několik rybníků, a návrší Křemenice (336 m n. m.), představující výchpdní ukončení výrazného Chloumeckého hřbetu. Krajina je tu mozaikou vodních ploch, mokřadů, luk, zbytků starých ovocných sadů a v svahy údolí jsou porostlé lesy. Tyto biotopy tvoří životní prostředí pro mnoho rozmanitých druhů rostlin i živočichů.

## Fauna a flóra

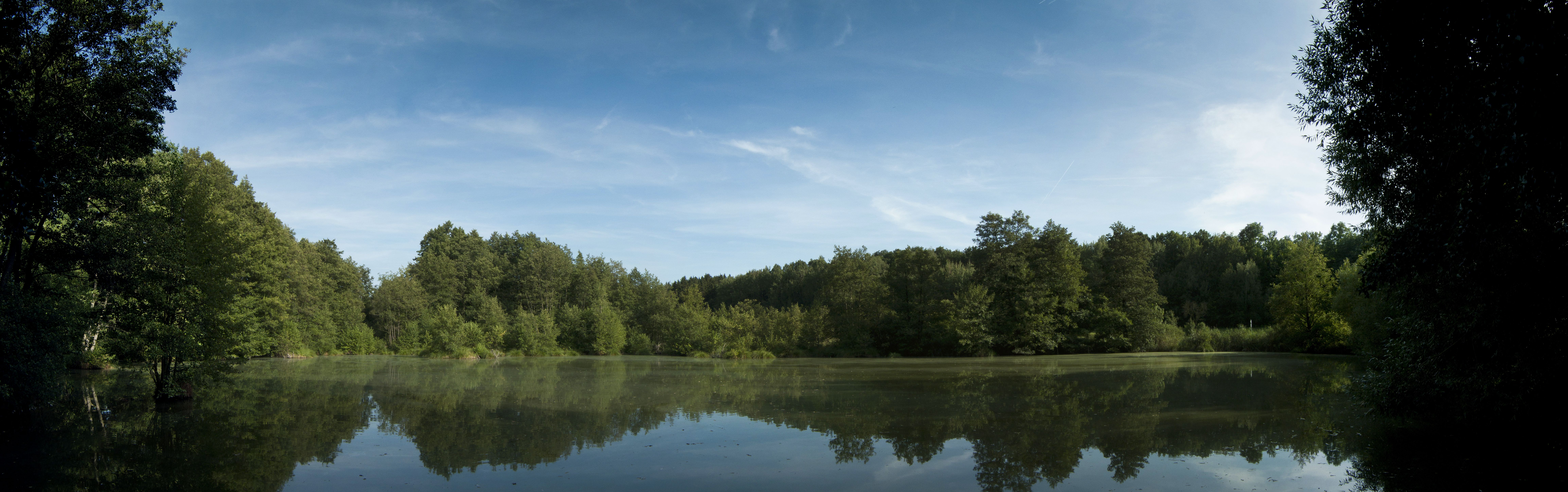
Panoramatický pohled na vodní nádrž ve vsi Čížovky

Mezi živočichy, které se vyskytují na území přírodního parku se řadí několik druhů ohrožených obojživelníků, sov, ledňáček říční (Alcedo atthis), konipas bílý (Motacilla alba) a horský (M. cinerea), strakapoud velký (Dendrocopos major) a malý (Dendrocopos minor), ťuhýk obecný (Lanius collurio), lyska černá (Fulica atra), pěnice slavíková (Sylvia borin), rákosník proužkovaný (Acrocephalus schoenobaenus) a několik druhů netopýrů (kolonie netopýrů je ve mlýně pod hrází jednoho z rybníků). Ze zajímavých biotopů jsou na území parku např. pcháčové, kostřavové a ostřicové louky. Rostou tu např. kapradiník bažinný (Thelypteris palustris), rdest světlý (Potamogeton lucens), šejdračka bahenní (Zannichellia palustris), koromáč olešníkovitý (Silaum silaus), pelyněk ladní (Artemisia campestris), druhy ostřic jako horská (Carex montana), latnatá (Carex paniculata) a pašáchor (Carex pseudocyperus), zeměžluč lékařská (Centaurium erythraea), svízel severní (Galium boreale), kozlík dvoudomý (Valeriana dioica), vikev kašubská (Vicia cassubica), smldník olešníkovitý (Peucedanum oreoselinum) atd.